# Hasseltia allenii
Hasseltia allenii är en videväxtart som beskrevs av Barry Edward Hammel och Grayum. Hasseltia allenii ingår i släktet Hasseltia och familjen videväxter. Inga underarter finns listade i Catalogue of Life.